# Miguel Baeza (labdarúgó)
Miguel Baeza (Córdoba, 2000. március 27. –) spanyol korosztályos válogatott labdarúgó, a Celta Vigo középpályása.

## Pályafutása

### Klubcsapatokban
Baeza a spanyolországi Córdoba városában született. Az ifjúsági pályafutását a Séneca csapatában kezdte, majd a Real Madrid akadémiájánál folytatta.
2019-ben mutatkozott be a Real Madrid tartalékkeretében. 2020. augusztus 15-én ötéves szerződést kötött az első osztályban szereplő Celta Vigo együttesével. Először a 2020. szeptember 12-ei, Eibar ellen 0–0-ás döntetlennel zárult mérkőzés 77. percében, Brais Méndez cseréjeként lépett pályára. Első gólját 2020. november 29-én, a Granada ellen hazai pályán 3–1-re megnyert találkozón szerezte meg. 2022 és 2023 között a Ponferradina és a portugál Rio Ave csapatát erősítette kölcsönben.

### A válogatottban
Baeza egy mérkőzés erejéig tagja volt a spanyol U19-es válogatottnak.

## Statisztikák
2023. május 26. szerint
| Klub                      | Szezon   | Osztály          | Bajnokság | Bajnokság | Kupa és Ligakupa | Kupa és Ligakupa | Nemzetközi | Nemzetközi | Összesen | Összesen |
| Klub                      | Szezon   | Osztály          | Meccs     | Gól       | Meccs            | Gól              | Meccs      | Gól        | Meccs    | Gól      |
| ------------------------- | -------- | ---------------- | --------- | --------- | ---------------- | ---------------- | ---------- | ---------- | -------- | -------- |
| Celta Vigo                | 2020–21  | La Liga          | 22        | 1         | 2                | 0                | —          | —          | 24       | 1        |
| Celta Vigo                | 2021–22  | La Liga          | 1         | 0         | 2                | 0                | —          | —          | 3        | 0        |
| Celta Vigo                | Összesen | Összesen         | 23        | 1         | 4                | 0                | 0          | 0          | 27       | 1        |
| Ponferradina (kölcsönben) | 2021–22  | Segunda División | 13        | 0         | 0                | 0                | —          | —          | 13       | 0        |
| Rio Ave (kölcsönben)      | 2022–23  | Liga Portugal    | 22        | 0         | 2                | 0                | —          | —          | 24       | 0        |
| Összesen                  | Összesen | Összesen         | 58        | 1         | 6                | 0                | 0          | 0          | 64       | 1        |